# 안키로모나스속
안키로모나스속(Ancyromonas)은 종속영양 편모충류로 구성된 기저 진핵생물 속이다. 사빌 켄트(Saville Kent)가 1880년 처음 기술한 안키로모나스 시그모이데스(Ancyromonas sigmoides) 종이 포함된다. 현대에, 하넬(Hänel)이 1979년에 재발견했다.
길이는 약 5μm이며 전 세계적으로 분포하며 해양 및 담수 서식지에 서식한다. 플라노모나스속(Planomonas)이 안키로모나스속의 이명으로 기술되기도 한다.